# Theodor Gustav Harder
Theodor Gustav Harder (* 1762 in Pötschendorf bei Rastenburg in Ostpreußen; † 18. April 1811 in Bublitz in Hinterpommern) war ein deutscher evangelischer Theologe.
Harder hatte von 1779 bis 1781 die Universität Königsberg besucht und dort bei Immanuel Kant und Johann Ernst Schulz Philosophie und Theologie studiert. Er war ein Wehrdienstverweigerer und entzog sich dem Wehrdienst durch Flucht. Er ging nach Hinterpommern, wo er zunächst  als Hauslehrer in Rügenwalde tätig war und dann 1788 Prediger in dem Dorf Pustamin wurde. 1790 wurde er Propst zu Bublitz und 1806 Superintendent.
Außer der nach der großen Feuersbrunst in Bublitz gehaltenen Predigt, die 1800 bei Hendes in Stargard i. Pom. veröffentlicht wurde, hat er in verschiedenen Zeitschriften Aufsätze veröffentlicht, so auch im Organ der ökonomischen Gesellschaft zu Potsdam. Harder starb im Alter von 49 Jahren in Bublitz.

## Schriften (Auswahl)
- Predigt nach dem am 13. August in Bublitz erfolgten großen Brande. Hendes, Stargard i. Pom. 1800.